# Anna-Maria Alexandri
Anna-Maria Alexandri (* 15. September 1997 in Marousi, Griechenland) ist eine österreichische Synchronschwimmerin. Ihren bisher größten Erfolg feierte sie mit dem Weltmeistertitel im freien Programm bei den Weltmeisterschaften 2023 in Fukuoka.

## Leben
Anna-Maria Alexandri wurde mit ihren Drillingsschwestern Eirini-Marina und Vasiliki-Pagona am selben Tag (15. September 1997) als Griechin geboren.
Im Alter von drei Jahren begannen sie mit dem Synchronschwimmen. 2012, etwa mit 14, kamen die drei Schwestern für das Synchronschwimmen nach Österreich und erhielten am 3. Juni 2014 die österreichische Staatsbürgerschaft. Seitdem sie in Österreich sind, trainieren sie im Verein Schwimm-Union Wien mit Albena Mladenowa als Trainerin. Sie leben in Maria Enzersdorf, Niederösterreich und trainieren im Leistungszentrum Südstadt in der Südstadt in Maria Enzersdorf südlich von Wien.

## Erfolge
Bei den Europaspielen 2015 in Baku gewann Anna-Maria Alexandri Silber mit ihrer Drillingsschwester Eirini-Marina Alexandri im Duett und Bronze im Solowettbewerb.
Bei den Europameisterschaften 2020, die im Zuge der COVID-19-Pandemie erst 2021 in Budapest veranstaltet wurden, gewann Anna-Maria Alexandri zusammen mit Eirini-Marina Alexandri jeweils Bronze im Duett (technisches Programm) und Duett (freies Programm).
Bei den Weltmeisterschaften 2022, wiederum in Budapest, gewann Anna-Maria Alexandri zusammen mit Eirini-Marina Alexandri Bronze im Duett (technisches Programm) und damit erstmals eine WM-Medaille im Synchronschwimmen für Österreich. Sie erreichten auf der Margareteninsel mit 91,2622 einen persönlichen Punkterekord. Russland, das mehrere Jahre davor Gold erzielte, war wegen des Überfalls auf die Ukraine von der Teilnahme ausgeschlossen.
2025 wurde Anna-Maria mit ihrer Schwester Eirini-Marina Alexandri bei der Europameisterschaft der Synchronschwimmerinnen in Funchal Europameisterin in der Technik-Kür. In der freien Kür traten die Schwestern nicht an. Bei den Schwimmweltmeisterschaften 2025 in Singapur 
gewannen sie mit dem Punkterekord von 307,1451 Zählern.